# Automerina
Automerina é um gênero de mariposa pertencente à família Bombycidae.